# Максим Вейган

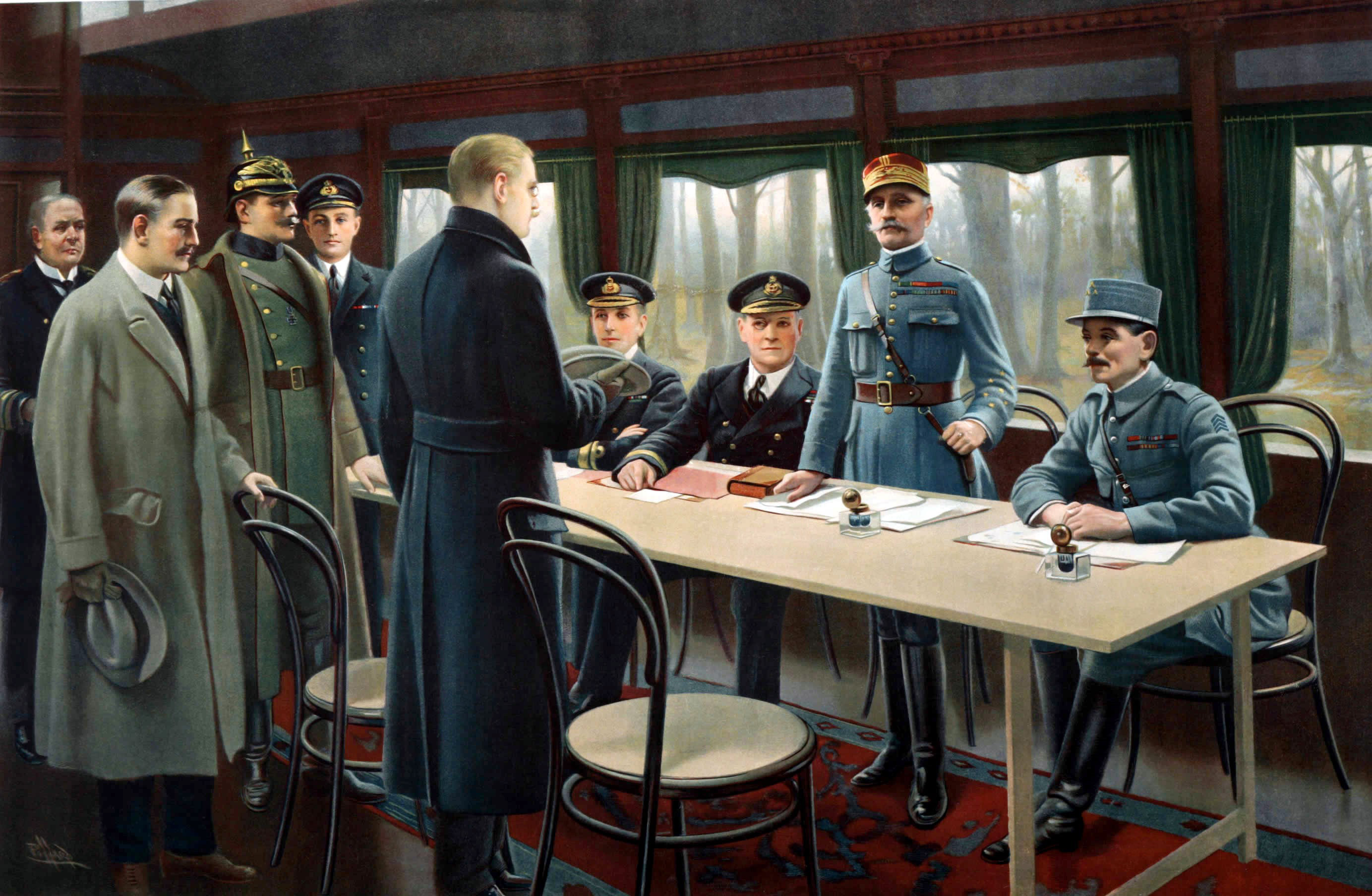
Підписання Комп'єнського перемир'я: маршал Ф. Фош стоїть за столом, дивізійний генерал М. Вейган сидить праворуч на картині. Листопад 1918

Максим Вейган (фр. Maxime Weygand; 21 січня 1867, Брюссель — 28 січня 1965, Париж) — французький воєначальник часів Першої та Другої світових воєн, армійський генерал (1923), начальник Генерального штабу Франції (1940), начальник штабу французької армії (1930—1931). Генерал-губернатор Алжиру (1940). Кавалер Великого Хреста ордену Почесного легіону (1932), учасник Першої та Другої світових війн.

## Біографія

### Походження
Максим Вейган народився 21 січня 1867 року у Брюсселі, але до цього часу походження майбутнього французького генерала залишається невідомим. За часів його народження поширювалися плитки, що він позашлюбний син імператриці Шарлотти Бельгійської та генерала Альфреда Ван дер Сміссена, або навіть велелюбного бельгійського короля Леопольда II та його коханки польського походження. На погляд більшості істориків, що виявили разючу схожість між Максимом та бельгійським генералом, все ж таки батьком був Альфред Ван дер Сміссен.
Незважаючи не це, Вейган до кінця свого життя так і не узнав, хто його справжні батьки. У дитинстві його відправили до Марселя, де вихованням малюка зайнялася вдова Вірджинія Саге. У віці 6 років його перевели на виховання до сефарда Девіда Коена де Леона — фінансиста й близького друга бельгійського короля. По досягненню повноліття, юнак був визнаний сином Франсуа-Жозефа Вейгана, бухгалтера де Леона, що в такій спосіб надало йому можливість отримати французьке громадянство.

### Військова служба
Поступив на навчання до Особливої військової школи Сен-Сір під ім'ям Максим де Німель, як іноземний (бельгійський) кадет. 1887 році закінчив навчання, отримав призначення до кавалерійського полку. Після заміни прізвища на Вейган і отримання громадянства Франції, продовжив службу у лавах кінноти, ставши інструктором у Сомюрі. Вейган прагнув розірвати всі свої зв'язки з єврейською родиною, яка його виховала, і з того часу був відомий як затятий антисеміт. Під час справи Дрейфуса зайняв принципову жорстку позицію проти цього офіцера і підтримував сім'ю полковника Анрі, який покінчив життя самогубством після того як викрилося, що він фальсифікував справу проти капітана єврейського походження.
Проходив службу на різних командних та штабних посадах. У травні 1912 року підполковник кінноти. 1913 році став кавалером ордена Почесного легіону. На початок Першої світової війни служив командиром 5-го гусарського полку в Нансі. На чолі своєї частини бився в боях на Західному фронті, за Моранж. Але вже 28 серпня генерал Ф.Фош забрав до себе в штаб талановитого офіцера, а 21 вересня 1914 року Вейган начальником штабу 9-ї французької армії з одночасним присвоєнням звання полковник. 8 серпня 1916 року присвоєне звання бригадний генерал. Брав участь у розробці плану англо-французького наступу на Соммі.
7 листопада 1917 року була створена Вища воєнна рада Антанти, до французької частки якої включили М.Вейгана, наймолодшого серед усіх представників французького генералітету. Весною 1918 року генерал Ф. Фош став верховним головнокомандувачем усіх сил союзників, а Вейгану, як начальнику штабу при головнокомандувачі, що очолював групу з 25-30 старших та вищих офіцерів, присвоїли звання дивізійного генерала.
Молодий генерал особисто відповідав за організацію взаємодії між усіма силами союзників, працював з Гейґом, Петеном та Першингом. Під його керівництвом та за його участі розроблялися плани другої битви на Марні, наступ американців під Сен-Мієлєм, битва за Ам'єн. Після перемоги М.Вейган входив до складу делегації Франції, що вела переговори з Німеччиною за умови капітуляції в Комп'єні.

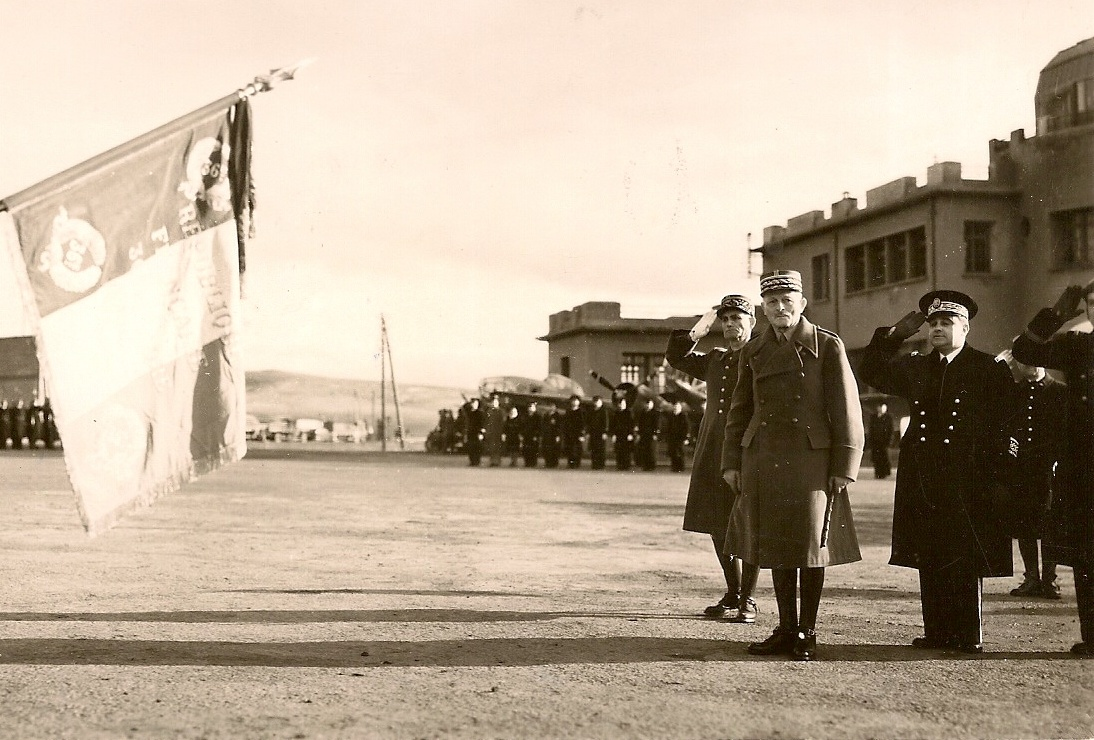
Генерал М. Вейган на інспекції французької авіаційної частини з генералом Ш. Ноге й адміралом Ж.Ебріелем

### Післявоєнний час
За часів радянсько-польської війни Максим Вейган входив до Міжнародної місії в Польщі, що допомагала молодій державі відбудовувати свою армію. Надавав допомогу Другій Польській республіці у боротьбі з більшовиками, в тому числі під час битви за Варшаву. І хоча стосунки між польськими воєначальниками, зокрема Юзефом Пілсудським і Тадеушем Розвадовським, та французьким генералом були надзвичайно напруженими та складними, у серпні 1920 року, коли Вейган повертався до Франції, його нагородили орденом «Віртуті Мілітарі» 2-го класу. У Парижі Вейган був зустрінутий на Східному вокзалі столиці президентом Франції Александром Мільєраном, який вручив йому найвищу французьку нагороду — Великий Хрест ордена Почесного легіону.
1923 році Максима Вейгана призначили командувачем французьких сил у Леванті, мандату Франції в Лівані та Сирії. 1925 він повернувся до Парижу, де став директором центру вищої військової освіти французьких збройних сил. У січні 1930 року його призначили начальником штабу французької армії, а 9 лютого 1931 року Вейган став віце-президентом Вищої воєнної ради Франції та інспектором сухопутних військ. 1935 році у віці 68 років звільнився з військової служби.

### Друга світова війна
У серпні 1939 року через загострення політичної обстановки в Європі, прем'єр-міністр Едуар Даладьє викликав досвідченого генерала із запасу та призначив командувачем Східного театру операцій. У середині травня 1940 року, коли над Францією нависла загроза повного розгрому, керівництво країною ухвалило рішення замінити політично-нейтрального Моріса Гамелена на прибічника ультра-правих генерала М.Вейгана, якого викликали з Сирії до Парижа. 17 травня він прибув і відразу прийняв справи головнокомандувача французьких збройних сил. Перше що він зробив, це скасував запланований попередником контрнаступ у фланг танковим полчищам вермахту, що прорвалися через Арденни до Франції. Це викликало втрату двох дорогоцінних днів, чим скористалися німці, й врешті-решт Вейган віддав наказ розпочати операцію, але було вже занадто пізно. Німецькі війська встигли зміцнити свої фланги, посилити ударне угруповання піхотними з'єднаннями, отже удар французьких сил провалився.
Завершилося це топтання на місці тим, що левова частина французьких та британських військ опинилася в оточенні під Дюнкерком, а наступ німців на Париж, що розпочався згодом, поставив Францію на край катастрофи.
Починаючи з кінця травня разом з маршалом Петеном почав виступати за перемир'я з Німеччиною і проти плану Рейно і Манделя про здачу Парижа і продовження боротьби в Бретані, в південній частині метрополії та в її колоніях як «ганьбу для армії».
5 червня німецький вермахт розпочав другу частину вторгнення за планом «Рот». 11 червня 1940 року брав участь у зустрічі в місті Бріар в 140 км на південь від Парижа з Черчиллем й Іденом. Де Голль і Черчилль відмітили настрої Максима Вейгана, як «англофобські» і «пораженські».

### Режим Віші
Після нищівної поразки союзників у Франції залишився в уряді Петена, до вересня 1940 року був міністром оборони, а потім був генеральним делегатом північно-африканських колоній. Проводив політику підтримки про-нацистської влади, депортував супротивників режиму Віші в концентраційні табори в Південному Алжирі і Марокко. Він також заарештував іноземних добровольців Французького легіону, іноземних біженців, які легально перебували у Франції, але були без роботи та інших. Він застосував дуже жорстко закони Віші проти євреїв, за власною ініціативою запровадив розпорядження про вимоги до освітніх установ, відповідно до якого стали виганяти з коледжів та початкових шкіл більшість єврейських учнів, включаючи маленьких дітей у віці від 5 до 11 років.
2 серпня 1940 року особисто скликав військовий трибунал, який заочно засудив де Голля, що перебував у Лондоні, до смертної кари.
Водночас, виконанню деяких заходів уряду Віші Максим Вейган чинив опір у міру своїх можливостей. Так, на підписаний адміралом Франсуа Дарланом протокол від 28 травня 1941 року, який надавав право флотам країн Осі використовувати французькі військові бази в Алеппо, Сирія, Бізерті, Туніс та Дакарі, Сенегал, і передбачав значне розширення військового співробітництва з країнами Осі стосовно протидії союзникам, старий генерал піддав критиці та яро протестував проти його імплементації.
Опір Вейгана розміщенню німецьких баз на французькій території не був прагненням допомогти союзникам або навіть залишитися нейтральними, а скоріше диктувався його бажанням зберегти цілісність Французької колоніальної імперії і посилити свій престиж в очах тубільців. Отже, з іншого боку генерал сприяв обмеженому співробітництву з Німеччиною. Так, під його керівництвом 1 200 французьких вантажівок та інших французьких військових транспортних засобів, а також важкі артилерійські системи з 1 000 снарядами на кожну одиницю артилерії було поставлено німецькому Африканському корпусу Ервіна Роммеля.
Однак Адольф Гітлер вимагав повної безумовної співпраці і в листопаді 1941 року змусив уряд Віші звільнити Вейгана з посади. Через рік, у листопаді 1942 року, після вторгнення союзників до Північної Африки, старого генерала було заарештовано й відправлено під вартою спочатку до Німеччині, а згодом до фортеці Іттер у Північному Тіролі разом з генералом Гамеленом і кількома іншими високопосадовцями Третьої французької республіки. В полоні Максим Вейган перебував аж до травня 1945 року, доки не був звільнений американськими військами після битви за замок Іттер.

### Після війни
Після повернення до Франції, генерал Максим Вейган заарештований та у травні 1946 року засуджений трибуналом у Валь-де-Ґрас за звинуваченнями у колабораціонізмі. Однак, у 1948 році по завершенню слідства Верховний суд Франції визнав відставного генерала невинним у скоєнні злочинів у роки Другої світової війни та Вейгана звільнили з-під варти.
28 січня 1968 року армійський генерал Максим Вейган помер у Парижі у віці 98 років.